# Steeple Peaks
Steeple Peaks är en bergstopp i Antarktis. Den ligger i Västantarktis. Argentina, Chile och Storbritannien gör anspråk på området. Toppen på Steeple Peaks är 563 meter över havet.
Terrängen runt Steeple Peaks är huvudsakligen kuperad, men åt nordost är den platt. Trakten är obefolkad. Det finns inga samhällen i närheten.